# Iyibkhentre
Iyibkhentre fou un rei del període final de la dinastia XI de l'antic Egipte, que va governar a la Baixa Núbia i de qui no es coneix res més que el seu nom per un cartutx trobat a la zona.